# Villa Emo Capodilista
Villa Emo Capodilista je benátská vila ze 16. století, která se nachází nedaleko obce Selvazzano Dentro (provincie Padova) na kopci Montecchia.

## Popis
Pozemky v okolí vily mají velmi starobylý původ. Léno "Monticula" pochází z doby před rokem 1000 a jeho součástí byla opevněná stavba, jejíž nejstarší část dnes pochází ze 13. století. Původní opevněnou stavbu z velké části zničil Ezzelino III da Romano v polovině 12. století a kterou následně nechala přestavět rodina Scrovegni, která ji získala v polovině 13. století. Pozemky nakonec v roce 1472 získala vlivná padovská rodina Capodilista (konkrétně Annibale Capodilista). V roce 1783 se poslední dědička rodu, Beatrice, provdala Leonarda Emo, čímž vzniknul rod Emo-Capodilista, který vilu vlastní dodnes.
Vilu navrhl Dario Varotari starší ve druhé polovině 16. století (1568) jako lovecký zámeček pro Gabriele Capodilistu a dodnes je majetkem rodiny, která ji původně objednala. Čtvercový půdorys se opakuje i v rozdělení vnitřních místností, které jsou čtyři v přízemí a čtyři ve druhém patře, propojené čtyřramenným schodištěm.
Místnosti jsou vymalovány freskami s mytologickými výjevy, rodinnou historií, římskými dějinami a různými dekoracemi, jako jsou putti a vlysy. V Místnosti s vinicí je na stropě freskami detailně vyvedený altán s listy a hrozny ("falešná pergola"), na stěnách je vyobrazen zahradní pavilon s rostlinami vinné révy, za nímž je vymalován okolní prostor se zahradní architekturou a stavbami. Na jedné straně jsou zobrazena velká okna uzavřená různě uspořádanými závěsy, na severní straně je vyobrazen velký baldachýn s modrými a bílými pruhy. Dariovi Varotarimu staršímu se připisuje také nástropní freska zobrazující Čas a Ctnost vyhánějící neřest.
Vila je obklopena italským parkem a na každé straně má půlkruhové exedry. Nedaleko se nachází oratoř zasvěcená svatému Pankráci z první poloviny 19. století, kde jsou uloženy hrobky několika členů rodiny Capodilistů.
Ve vile se nachází zemědělská usedlost a konají se zde různé turistické akce. Návštěva vily je možná pouze ve stanovených dnech po nahlédnutí do kalendáře a rezervaci.

## Související
- Benátská vila
- Italský park